# Esporte Clube Flamengo Paraibano
Esporte Clube Flamengo Paraibano é um clube de futebol da cidade de João Pessoa, capital do estado da Paraíba. Atualmente encontra-se licenciado das competições profissionais.

## História
Fundado em 2008 para ser rival do Botafogo-PB, só se profissionalizou em 2011, se inscrevendo para a disputa do Campeonato Paraibano da Segunda Divisão, terminando como vice-campeão. O técnico durante a campanha foi Ramiro Souza, que havia levado o CSP ao vice-campeonato na Primeira Divisão.
A única participação na primeira divisão estadual foi em 2012, sendo comandado inicialmente por Washington Lobo, cuja passagem durou apenas um jogo, contra o Campinense, que também foi sua única partida oficial no comando da equipe, sendo subsituído por Nino Félix (diretor de futebol) e Zenóbio Damásio (goleiro do Auto Esporte no título estadual de 1992), que trabalhava como coordenador das categorias de base. Passaram ainda Danilo Augusto (que deixaria o cargo em março) e Tassiano Gadelha, campeão estadual com o Atlético Cajazeirense em 2002.
O Flamengo foi o time de pior campanha (uma vitória, 2 empates e 15 derrotas), fez 15 gols (destes, 5 foram do atacante Charlinho, que foi o artilheiro do time na competição) e sofreu 45 (segunda pior defesa), caindo para a Segunda Divisão após perder por 2 a 1 para o Auto Esporte. Encontra-se atualmente licenciado do futebol profissional, embora mantenha-se ativo nas categorias de base e no futebol feminino.
Seu uniforme, assim como seu homônimo mais famoso, constitui-se de camisa com listras horizontais vermelhas e pretas, calção preto e meias pretas.

## Desempenho em Competições

### Campeonato Paraibano - 1ª divisão
| Ano  | Posição                |
| 2012 | (Lanterna e rebaixado) |

### Campeonato Paraibano - 2ª divisão
| Ano  | Posição                    |
| 2011 | (Vice-campeão e promovido) |